# Pinguin
Pinguinii (ordinul Sphenisciformes, familia Spheniscidae) sunt un grup de păsări acvatice care nu pot zbura. Trăiesc aproape exclusiv în emisfera sudică: o singură specie, pinguinul Galapagos, se găsește la nord de ecuator. Foarte adaptați pentru viața în apă, pinguinii au un penaj negru sau întunecat cu alb și înotătoare pentru înot.  Majoritatea pinguinilor se hrănesc cu krill, pești, calmari și alte forme de viață marine pe care le prind în timp ce înoată sub apă. Își petrec aproximativ jumătate din viață pe uscat, iar cealaltă jumătate în mare.
Cea mai mare specie vie este pinguinul imperial  (Aptenodytes forsteri):  în medie, adulții au aproximativ 1,1 m înălțime și cântăresc 35 kg. Cea mai mică specie de pinguin este pinguinul mic albastru (Eudyptula minor), care are aproximativ 33 cm înălțime și cântărește 1 kg. În prezent, pinguinii mai mari locuiesc în general în regiunile mai reci, iar pinguinii mai mici locuiesc în regiuni cu climă temperată sau tropicală. Unele specii de pinguini preistorici erau enorme: la fel de înalte sau grele ca un om adult. A existat o mare diversitate de specii în regiunile subantarctice și cel puțin o specie uriașă într-o regiune la aproximativ 2.000 km sud de ecuator acum 35 de milioane de ani, în timpul Eocenului târziu, într-un climat cu siguranță mai cald decât cel de astăzi.

## Etimologie
Cuvântul pinguin a apărut pentru prima dată în literatură la sfârșitul secolului al XVI-lea. Când exploratorii europeni au descoperit ceea ce astăzi sunt cunoscuți sub numele de pinguini în emisfera sudică, au observat aspectul lor similar cu marele pinguin nordic și i-au numit după această pasăre, deși nu sunt strâns înrudiți.
În limba română, cuvântul „pinguin” provine din franțuzescul  pingouin. Termenul francez „pingouin” desemna inițial specia de păsări incapabile de zbor „Grand Pingouin” (Pinginus impennis) care a trăit în nordul Oceanului Atlantic și care aparține familiei Alcidae.. Acest termen a fost folosit apoi de primii europeni care au descoperit pinguinii. Apoi, în franceză și în alte limbi, a început să se vorbească despre „Pinguinii de Nord” și „Pinguinii de Sud”.

## Evoluție
Numărul speciilor de pinguini dispărute este dezbătut. În funcție de ce autoritate este urmată, biodiversitatea pinguinilor variază între 17 și 20 de specii vii, toate în subfamilia Spheniscinae. Unele surse consideră pinguinul mic o specie separată de Eudyptula, în timp ce altele îl tratează ca o subspecie a micului pinguin albastru; situația reală pare a fi mai complicată. În mod similar, nu este încă clar dacă pinguinul regal este o specie separată sau doar o formă de culoare a pinguinulu macaroni. 
Actualizat după Marples (1962), Acosta Hospitaleche (2004), și Ksepka et al. (2006).
Subfamilia Spheniscinae – pinguini moderni
| Imagine | Gen                                               | Specii existente |
| ------- | ------------------------------------------------- | --- |
|         | Aptenodytes Miller, JF, 1778 – pinguini mari      | - Pinguin regal, Aptenodytes patagonicus - Pinguin imperial, Aptenodytes forsteri |
|         | Pygoscelis Wagler, 1832 – pinguini cu coadă-perie | - Pinguin Adélie, Pygoscelis adeliae - Pinguin antarctic, Pygoscelis antarcticus - Pinguin Gentoo, Pygoscelis papua |
|         | Eudyptula Bonaparte, 1856 – pinguini mici         | - Pinguin mic, Eudyptula minor - Pinguin mic australian, Eudyptula novaehollandiae |
|         | Spheniscus Brisson 1760 – pinguini cu benzi       | - Pinguin Magellan, Spheniscus magellanicus - Pinguin Humboldt, Spheniscus humboldti - Pinguin Galápagos, Spheniscus mendiculus - Pinguin african, Spheniscus demersus |
|         | Megadyptes Milne-Edwards, 1880                    | - Pinguin cu ochi galbeni, Megadyptes antipodes - †Pinguin-waitaha, Megadyptes waitaha (extinct, disputat) |
|         | Eudyptes Vieillot, 1816 – pinguini cu creastă     | - Pinguin Fiordland, Eudyptes pachyrhynchus - Pinguin Snares, Eudyptes robustus - Pinguin cu creastă, Eudyptes sclateri - Pinguin sudic de stâncă, Eudyptes chrysocome - Pinguin nordic de stâncă, Eudyptes moseleyi - Pinguin Schlegel, Eudyptes schlegeli (disputat) - Pinguin macaroni, Eudyptes chrysolophus - †Pinguin Chatham, Eudyptes warhami (extinct) |

## Distribuție și habitat
Deși aproape toate speciile de pinguini sunt originare din emisfera sudică, ei nu se găsesc doar în climatele reci, cum ar fi Antarctica. De fapt, doar câteva specii de pinguini trăiesc până la sud. Mai multe specii trăiesc în zona temperată; una, pinguinul Galápagos, trăiește la nord până în Insulele Galapagos, dar acest lucru este posibil doar de apele reci și bogate ale curentului antarctic Humboldt care curge în jurul acestor insule. De asemenea, deși clima regiunilor arctice și antarctice este similară, nu există pinguini în zona arctică.
Populații mari de pinguini se găsesc în Angola, Antarctica, Argentina, Australia, Chile, Namibia, Noua Zeelandă și Africa de Sud.. Imaginile din satelit și fotografiile publicate în 2018 arată că din populația de 2 milioane din îndepărtata Ile aux Cochons din Franța au mai rămas abia 200.000 indivizi, potrivit unui studiu publicat în Antarctic Science.

## Anatomie și aspect
Diferența de dimensiune și greutate a diferitelor specii de pinguini este considerabilă, dar fizicul și penajul sunt foarte omogene în familie.

### Înălțimea și greutatea
Pinguinul mic (Eudyptula minor) atinge o dimensiune între 30–45 de centimetri și o greutate de 1–1,5 Kg și jumătate, în timp ce pinguinul imperial (Aptenodytes forsteri) atinge o dimensiune de până la 1,20 metri și o greutate de până la 40 de kilograme, fiind una dintre cele mai mari păsări Neognathae. Această diferență de mărime este guvernată de regula lui Bergmann, care afirmă că în cadrul unei clade taxonomice larg distribuite, populațiile și speciile de dimensiuni mai mari se găsesc în medii mai reci, în timp ce populațiile și speciile de dimensiuni mai mici se găsesc în regiunile mai calde. 

### Anatomie

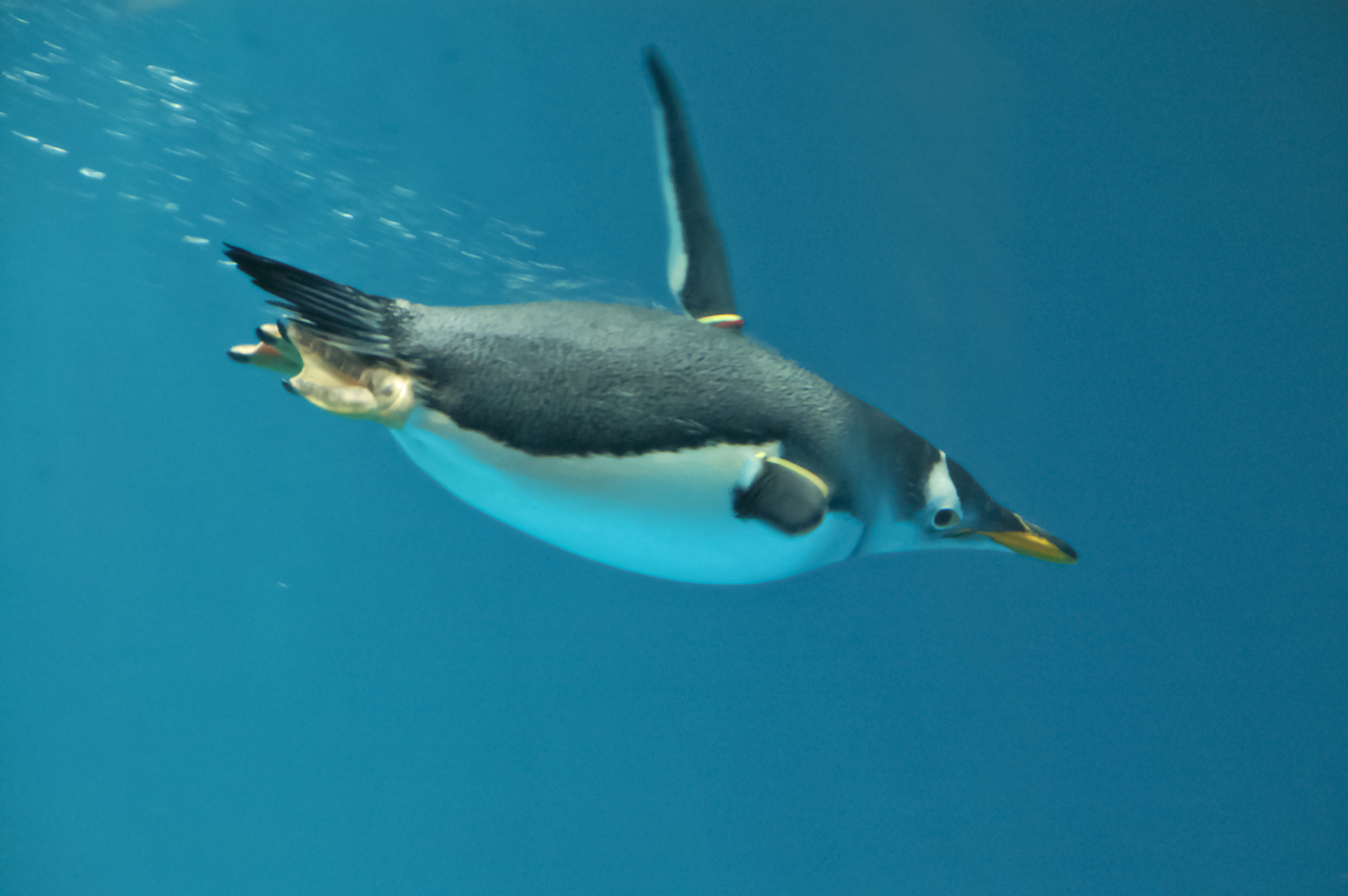
Pinguinul Gentoo înotând la Acvariul Pinguinilor din Nagasaki

Pinguinii sunt adaptați excelent la viața acvatică. Aripile lor au evoluat pentru a deveni înotătoare puternice. În apă, pinguinii sunt uimitor de agili. Înotul pinguinilor arată foarte asemănător cu zborul păsărilor în aer. În penajul neted se păstrează un strat de aer, asigurând flotabilitatea. Stratul de aer ajută și la izolarea păsărilor în apele reci. Pe uscat, pinguinii își folosesc cozile și aripile pentru a-și menține echilibrul în poziție verticală. 
Toți pinguinii sunt contraumbriți pentru camuflaj – adică au spatele și aripile negre cu fața albă. Un prădător care se uită în sus de jos (cum ar fi o orcă sau un leopard de mare) are dificultăți în a distinge între burta albă a unui pinguin și suprafața reflectorizante a apei. Penajul întunecat de pe spate îi camuflează de sus.
Pinguinii Gentoo sunt cele mai rapide păsări subacvatice din lume. Sunt capabili să atingă viteze de până la 36 km/h în timp ce caută hrană sau scapă de prădători. De asemenea, sunt capabili să se scufunde la adâncimi de 170–200 de metri. Pinguinii mici nu se scufundă de obicei adânc; își prind prada aproape de suprafață în scufundări care durează în mod normal doar unul sau două minute. Pinguinii mai mari se pot scufunda adânc în caz de nevoie. Pinguinii imperiali sunt păsările care se pot scufunda la cea mai mare adâncime. În timp ce caută hrană se pot scufunda la adâncimi de aproximativ 550 de metri.

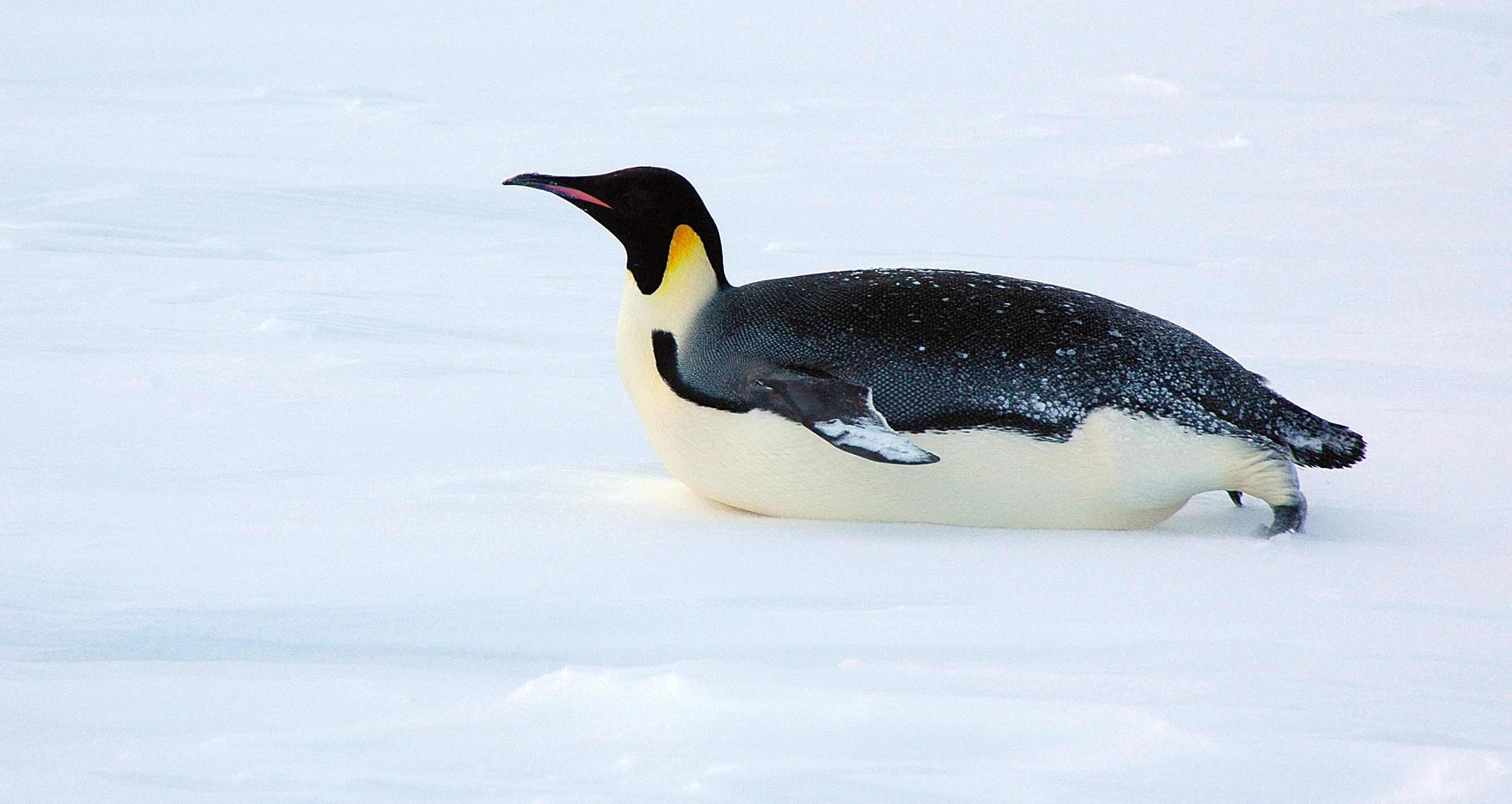
Când se deplasează pe gheață, pinguinul capătă mai multă viteză când alunecă pe burtă în timp ce își folosește picioarele pentru a se propulsa.

Pinguinii fie merg legănat în picioare, fie alunecă pe burtă pe zăpadă în timp ce își folosesc picioarele pentru a se propulsa și a se conduce singuri, o mișcare numită „săniuș”, care economisește energie în timp ce se mișcă rapid. De asemenea, sar cu ambele picioare dacă doresc să se miște mai repede sau să traverseze teren abrupt sau stâncos.
Pinguinii au un simț mediu al auzului pentru păsări; acesta este folosit de părinți și pui pentru a se localiza unul pe altul în colonii aglomerate. Ochii lor sunt adaptați pentru vederea subacvatică și sunt mijlocul lor principal de a localiza prada și de a evita prădătorii; s-a sugerat că pe uscat sunt miopi, deși cercetările nu au susținut această ipoteză.

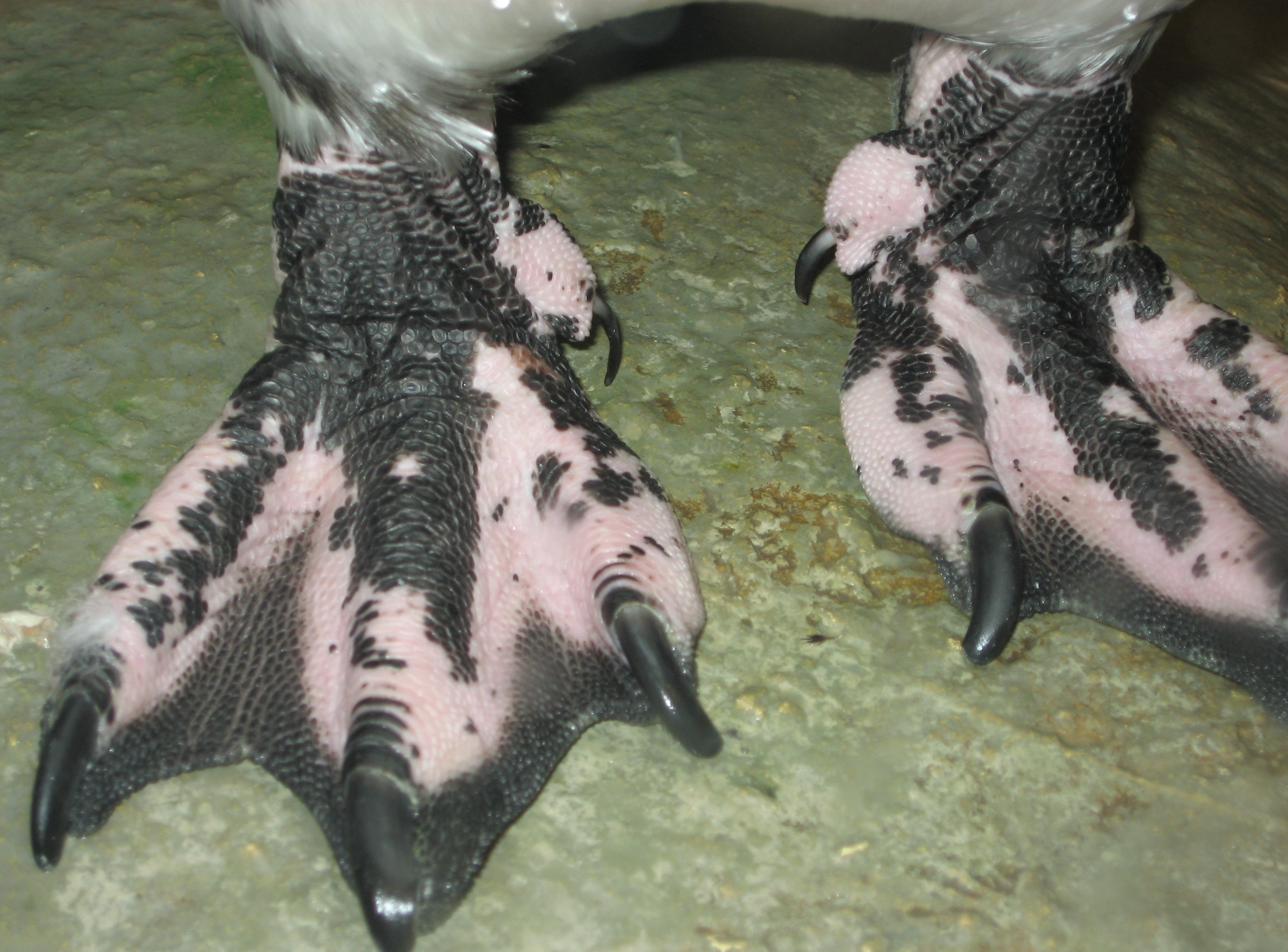
Picioare de pinguin.

Pinguinii au un strat gros de pene izolatoare care le menține căldura în apă (pierderea de căldură în apă este mult mai mare decât în aer). Pinguinul imperial are o densitate maximă a penajului de aproximativ nouă pene pe centimetru pătrat, care este de fapt mult mai mică decât alte păsări care trăiesc în medii antarctice. Cu toate acestea, au fost identificate ca având cel puțin patru tipuri diferite de pene.
Pinguinul imperial are cea mai mare masă corporală dintre toți pinguinii, ceea ce reduce și mai mult suprafața relativă și pierderea de căldură. De asemenea, sunt capabili să controleze fluxul de sânge către extremitățile lor, reducând cantitatea de sânge care se răcește, dar împiedicând totuși extremitățile să înghețe. În frigul extrem al iernii antarctice, femelele sunt în mare pescuind după hrană, lăsând masculii să înfrunte singuri vremea rece. De multe ori se strâng împreună pentru a menține căldura și rotesc pozițiile pentru a se asigura că fiecare pinguin ajunge în centrul grupului.
Ei pot bea apă sărată, deoarece glanda nazală filtrează excesul de sare din sânge. În timp ce unele săruri sunt prelucrate de rinichi, excesul trece prin aceste glande nazale, care sunt poziționate în canelurile craniului și se scurge prin nări. 
Marele pinguin nordic, acum dispărut, era superficial similar cu pinguinii, iar cuvântul pinguin a fost folosit inițial pentru această pasăre cu secole în urmă. Ei sunt înrudiți doar la distanță cu pinguinii, dar sunt un exemplu de evoluție convergentă.

## Comportament
Pinguinii sunt animale sociabile, care trăiesc în colonii de mii de exemplare. 

### Reproducere și creșterea puilor

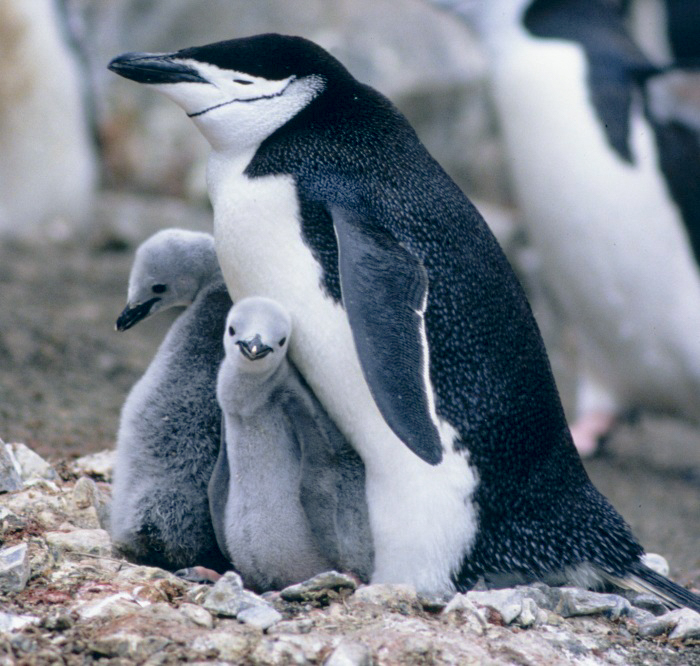
Pinguin antarctic cu pui

Vârsta la care pinguinii fac prima încercare de a se reproduce depinde de specie, pe de o parte, și de sex, pe de altă parte. Pinguinii mici, cu ochi galbeni, gentoo și african se înmulțesc pentru prima dată la vârsta de doi ani; femelele pinguinilor Adelie, antarctic, regal și imperial își încep de obicei prima reproducere un an mai târziu, în timp ce masculii acestor specii așteaptă încă douăsprezece luni pentru a se reproduce. Pinguinii cu creastă aurie nu se reproduc până la vârsta de cinci ani. Începutul sezonului de reproducere depinde în primul rând de factorii climatici. În timp ce Galápagos, pinguinii mici și pinguinii africani care trăiesc mai la nord se pot reproduce pe tot parcursul anului, iar pinguinii mici cresc ocazional două rânduri de pui pe an, aproape toți pinguinii care trăiesc în condiții climatice subantarctice până la arctice încep, în general, să depună ouăle primăvara sau vara. O excepție notabilă de la această regulă sunt pinguinii imperiali, pentru care sezonul de reproducere începe toamna.
Pinguinii nu sunt doar animale foarte sociabile în apă, ci și pe uscat. Depunerea ouălor, incubația și creșterea ulterioară a puilor, în special, au loc sincron la multe specii în colonii mari de reproducție, care în cazuri extreme pot cuprinde până la cinci milioane de animale. Pinguinii formează perechi monogame pentru un sezon de reproducere, iar rata de recuplare a aceleiași perechi variază drastic. Majoritatea pinguinilor depun două ouă, deși cele mai mari două specii, pinguinii imperiali și regali, depun doar unul. Cu excepția pinguinului imperial, unde masculul face totul, toți pinguinii împart sarcinile de incubație. Aceste schimbări de incubație pot dura zile și chiar săptămâni, timp în care un membru al perechii se hrănește pe mare.

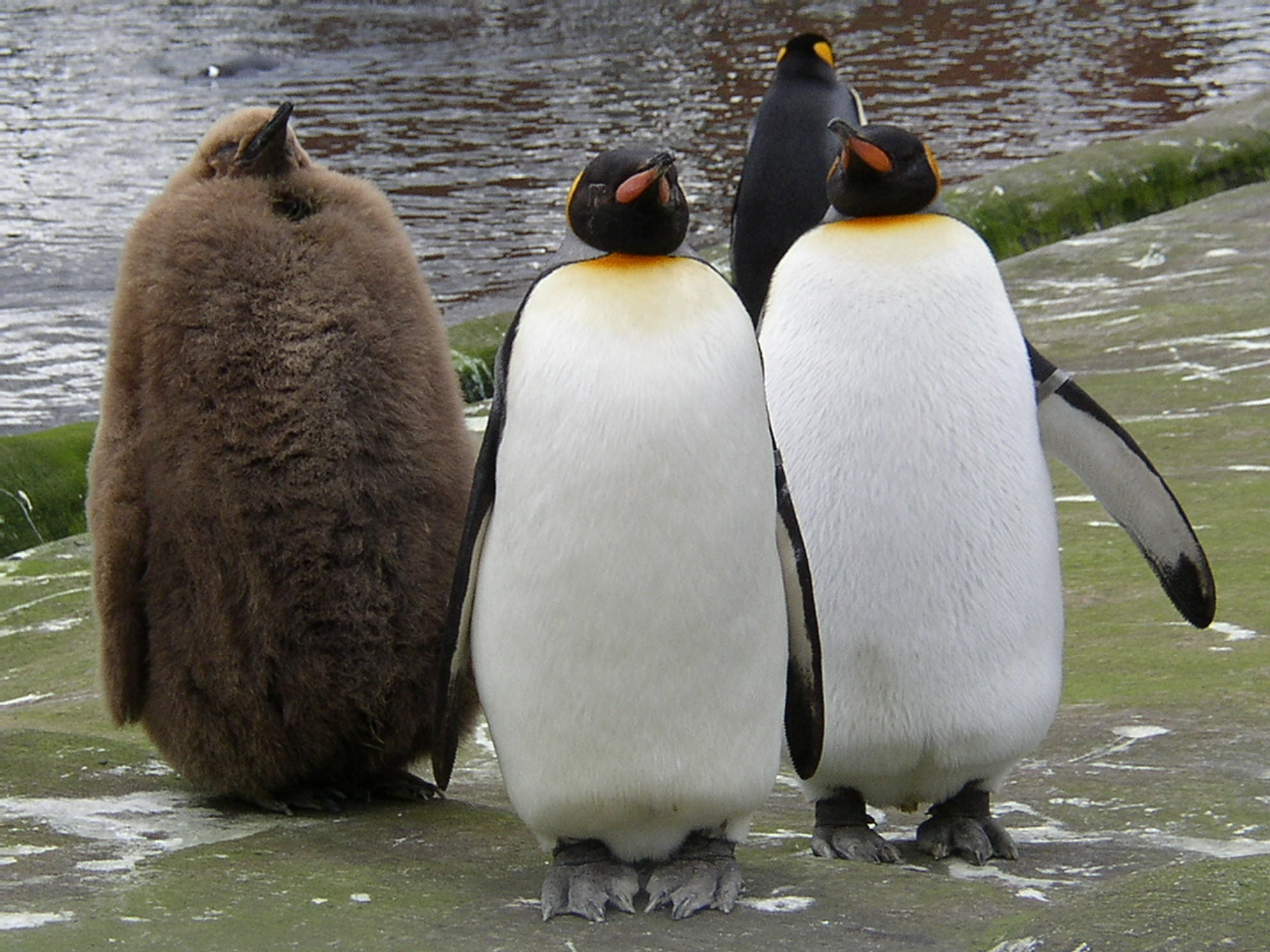
Familie de pinguini

Ouăle de pinguin sunt mai mici decât la orice altă specie de păsări, comparativ proporțional cu greutatea păsărilor părinte; la 52 g, oul de pinguin mic are 4,7% din greutatea mamei sale, iar oul de pinguin imperial, cu 450 g este are 2,3%. Coaja relativ groasă formează între 10 și 16% din greutatea unui ou de pinguin, probabil pentru a reduce efectele deshidratării și pentru a minimiza riscul de rupere într-un mediu nefavorabil de cuibărit. De asemenea, gălbenușul este mare și cuprinde 22–31% din ou. Culoarea oului este albă sau verzuie.
Nu toate ouăle eclozează cu succes: cuplurile tinere, în special, adesea nu eclozează deloc; rate de ecloziune de mai puțin de 33% au fost demonstrate la părinții de doi ani. Succesul reproducerii crește apoi rapid odată cu vârsta și atinge valori de peste 90%; numai în cazul perechilor de pinguini foarte bătrâni scade încet înapoi la aproximativ 75% din cauza fertilității în scădere. Perioada de incubație este între una și două luni, în funcție de specie. 
Când femelele de pinguin imperial pierd un pui, ele încearcă uneori să „fure” puiul altei femele, de obicei fără succes, deoarece femele din vecinătate o ajută pe mamă să-și păstreze puiul. La unele specii, cum ar fi pinguinii imperiali și regali, puii se adună în grupuri mari numite creșe.
În primele două-trei săptămâni – chiar și șase în cazul pinguinilor mari – puii sunt supravegheați constant de un părinte, în timp ce partenerul pleacă în căutarea hranei. Odată ce puii au crescut, se adună în grupuri mari numite creșe, în timp ce ambii adulți pleacă să aducă mâncare. Timpul de hrănire depinde în mare măsură de specie: pinguinii gentoo își hrănesc urmașii în fiecare zi, pinguinii Adelie la două zile, iar pinguinii mari, la fiecare patru zile sau mai puțin. Cu toate acestea, la cei din urmă, mesele sunt cu atât mai mari. Cantitatea de hrană este de obicei adaptată stadiului de dezvoltare al puiului, dar întotdeauna enormă în raport cu greutatea corporală: chiar și puii tineri din speciile mici de pinguini pot primi cu ușurință 500 g de hrană per masă. Pinguinii mari transmit chiar și până la un kilogram de pește puiilor lor dintr-o dată. Puii de pinguin regal pot fi mai grei decât părinții lor la 12 luni. 

### Speranța de viață
Șansele de supraviețuire sunt mici în primele douăsprezece luni. În cazul pinguinilor Adelie, de exemplu, doar o jumătate din toți puiii sunt încă în viață după primul an. Un factor semnificativ care influențează perspectivele lor de viață este mărimea rezervelor de grăsime constituite în colonia de reproducție, care depinde, la rândul său, de hrănirea adulților și, astfel, de succesul lor la vânătoare.
Probabilitatea de supraviețuire a animalelor adulte, pe de altă parte, este mult mai mare: este de 70–80% pentru pinguinii mici Adelie și peste 90% pentru pinguinii mari. Pinguinii pot trăi până la 25 de ani.

## Stare de conservare
Majoritatea speciilor de pinguini au populații în scădere. Conform Listei Roșii IUCN, starea lor de conservare variază de la „Cu probabilitate mică de dispariție” până la „Pe cale de dispariție”.
| Specie                                          | Stare Lista roșie IUCN              | Tendință    | Indivizi adulți | Ultima evaluare |
| ----------------------------------------------- | ----------------------------------- | ----------- | --------------- | --------------- |
| Pinguin imperial, Aptenodytes forsteri          | Potențial amenințată cu dispariția  | Necunoscut  |                 | 2018            |
| Pinguin regal, Aptenodytes patagonicus          | Cu probabilitate mică de dispariție | Creștere    |                 | 2018            |
| Pinguin mic, Eudyptula minor                    | Cu probabilitate mică de dispariție | Stabil      | 469.760         | 2018            |
| Pinguin sudic de stâncă, Eudyptes chrysocome    | Vulnerabil                          | Descreștere | 2.500.000       | 2018            |
| Pinguin macaroni, Eudyptes chrysolophus         | Vulnerabil                          | Descreștere |                 | 2018            |
| Pinguin nordic de stâncă, Eudyptes moseleyi     | Amenințat cu dispariția             | Descreștere | 480.600         | 2018            |
| Pinguin Fiordland, Eudyptes pachyrhynchus       | Vulnerabil                          | Descreștere | 2.500-9.999     | 2018            |
| Pinguin Snares, Eudyptes robustus               | Vulnerabil                          | Stabil      | 63.000          | 2018            |
| Pinguin Schlegel, Eudyptes schlegeli (disputat) | Potențial amenințată cu dispariția  | Stabil      | 1.700.000       | 2018            |
| Pinguin cu creastă, Eudyptes sclateri           | Amenințat cu dispariția             | Descreștere | 150.000         | 2016            |
| Pinguin cu ochi galbeni, Megadyptes antipodes   | Amenințat cu dispariția             | Descreștere | 2.528-3.480     | 2018            |
| Pinguin Adélie, Pygoscelis adeliae              | Cu probabilitate mică de dispariție | Creștere    | 7.580.000       | 2018            |
| Pinguin antarctic, Pygoscelis antarcticus       | Cu probabilitate mică de dispariție | Descreștere | 8.000.000       | 2018            |
| Pinguin Gentoo, Pygoscelis papua                | Cu probabilitate mică de dispariție | Stabil      | 774.000         | 2018            |
| Pinguin african, Spheniscus demersus            | Amenințat cu dispariția             | Descreștere | 50.000          | 2018            |
| Pinguin Humboldt, Spheniscus humboldti          | Vulnerabil                          | Descreștere | 32.000          | 2018            |
| Pinguin Magellan, Spheniscus magellanicus       | Potențial amenințată cu dispariția  | Descreștere |                 | 2018            |
| Pinguin Galápagos, Spheniscus mendiculus        | Amenințat cu dispariția             | Descreștere | 1.200           | 2018            |

## Pinguini și oameni

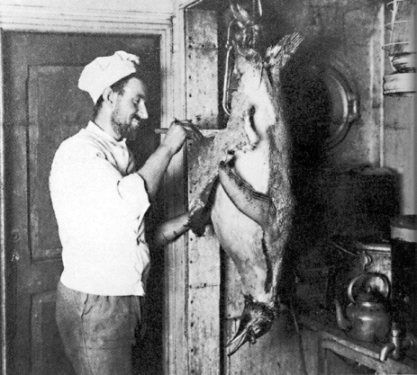
Bucătar de pe Endurance pregătind un pinguin imperial pentru consum.

Pinguinii nu au o frică specială de oameni și se vor apropia adesea de grupuri de oameni. Acest lucru se datorează probabil faptului că pinguinii nu au prădători pe uscat în Antarctica sau în insulele din apropiere. Sunt vânați de alte păsări, cum ar fi lupul de mare, în special pentru ouă și pui. Alte păsări, cum ar fi petrelii, chionis și pescărușii, mănâncă și puii. Câinii vânează pinguini, după ce li s-a permis să intre în Antarctica în epoca timpurie a explorării umane cu sănii trase de câini, dar câinii au fost interziși de mult în Antarctica. În schimb, pinguinii adulți sunt expuși riscului pe mare din cauza prădătorilor precum rechinii, orcile și focile leopard. De obicei, pinguinii nu se apropie de oameni la mai mult de 3 metri, punct în care par să devină nervoși.
În iunie 2011, un pinguin imperial a coborât pe plaja Peka Peka din Noua Zeelandă, la o distanță de 3.200 de kilometri în călătoria sa către Antarctica. Poreclit Happy Feet, după filmul cu același nume, suferea de epuizare termică și a trebuit să treacă printr-o serie de operații pentru a îndepărta obiecte precum lemnul și nisipul din stomac. Happy Feet a fost o senzație media, cu o acoperire extinsă la TV și pe web, inclusiv un live stream care a avut mii de vizionări și o vizită a actorului englez Stephen Fry. Odată ce și-a revenit, Happy Feet a fost eliberat în apă la sud de Noua Zeelandă.

### În cultura populară

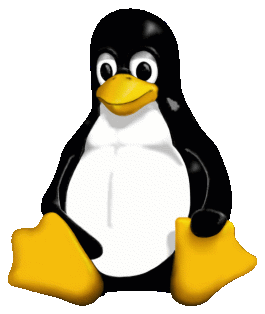
Tux, mascota Linux kernel

Pinguinii sunt considerați în general drăguți pentru mersul lor legănat, zgomotos, capacitatea de a înota și (comparativ cu alte păsări) lipsa fricii de oameni. Penajul lor alb-negru este adesea asemănat cu un frac. Unii scriitori și artiști au scris despre pinguini cu sediul la Polul Nord, dar nu există pinguini sălbatici în Arctica. Seria de desene animate Chilly Willy a contribuit la perpetuarea acestui mit, deoarece pinguinul interacționa cu specii arctice sau subarctice, cum ar fi urșii polari și morsele.
Pinguinul este de obicei descris ca o figură prietenoasă și comică, cu demnitate considerabilă în ciuda limitărilor sale fizice. Poate ca reacție la acest stereotip, pinguinii fictivi sunt uneori prezentați ca irascibili sau chiar siniștri. Printre exemple se numără personajul drăguț, dar oarecum obscur Badtz Maru, și pinguinii din filmul Madagascar, creaturi inteligente cu scheme și planuri înșelătoare, care sunt chiar capabile să învingă oamenii. Pinguinii sunt adesea descriși ca fiind prietenoși și inteligenți, de exemplu în anime-ul Neon Genesis Evangelion, care prezintă un pinguin de apă caldă numit Pen Pen.

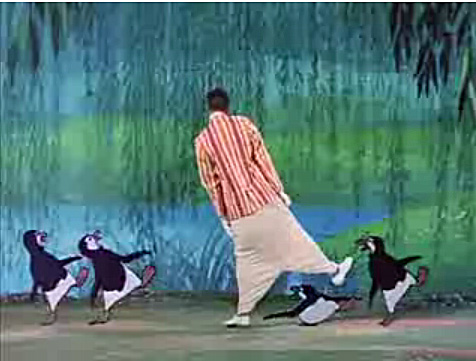
Secvență din filmul Mary Poppins

Pinguinii au fost subiectul multor cărți și filme, precum Happy Feet, Cu toții la surf! și Pinguinii din Madagascar, toate filme CGI; Marșul pinguinilor, un documentar bazat pe procesul de migrare a pinguinului imperial; și Mascarada pinguinilor, o parodie a documentarului. Pinguinii domnului Popper este o carte pentru copii scrisă de Richard și Florence Atwater; a fost numită Newbery Honor Book în 1939. Pinguinii au apărut și într-o serie de desene animate și drame de televiziune, inclusiv Pingu, creat de Silvio Mazzola în 1986 și care acoperă peste 100 de episoade scurte. Pin-Pin este un personaj de desene animate, creat de Luminița Cazacu. La sfârșitul anului 2009, Entertainment Weekly a pus pe lista „cele-mai-bune” de la sfârșitul deceniului, spunând: „Fie că mergeau (Marșul pinguinilor), dansau (Happy Feet) sau stăpâneau (Surf's Up), aceste păsări ciudat de adorabile și-au luat zborul la box office pe tot parcursul deceniului”.
Un joc video numit Pengo a fost lansat de Sega în 1982. Amplasat în Antarctica, jucătorul controlează un personaj pinguin care trebuie să navigheze în labirinturi de cuburi de gheață. Jucătorul este răsplătit cu scene cu pinguini animați care mărșăluiesc, dansează, salută și joacă cucu!. Au urmat mai multe remake-uri și ediții îmbunătățite, cel mai recent în 2012. Pinguinii sunt, de asemenea, uneori reprezentați în muzică.
În 1941, DC Comics a prezentat personajul Pinguinul ca un adversar super-rău al super-eroului Batman (Detective Comics #58). A devenit unul dintre cei mai durabili dușmani din galeria inamicilor lui Batman. În serialul TV Batman din anii 60, interpretat de Burgess Meredith, el a fost unul dintre cele mai populare personaje, iar în reimaginarea personajului de către Tim Burton din filmul Batman revine din 1992, el a angajat o armată de pinguini (în mare parte pinguini africani și pinguini regali).
Pinguinii au apărut în mod regulat în desenele animate ale caricaturistului britanic Steve Bell, în banda sa din ziarul The Guardian, în special în timpul și după războiul din Falkland. Pinguinul Opus, din desenele din Berkeley Breathed, este, de asemenea, descris ca venind din Insulele Falkland. Opus a fost un personaj pinguin comic, „existențialist” din desenele animate Bloom County, Outland și Opus. El a fost, de asemenea, vedeta în specialul animat TV de Crăciun A Wish for Wings That Work.
Pinguinii au devenit simbolul Protestelor din Turcia din 2013, după CNN Türk a difuzat un documentar despre pinguini în timpul protestelor.

## Galerie

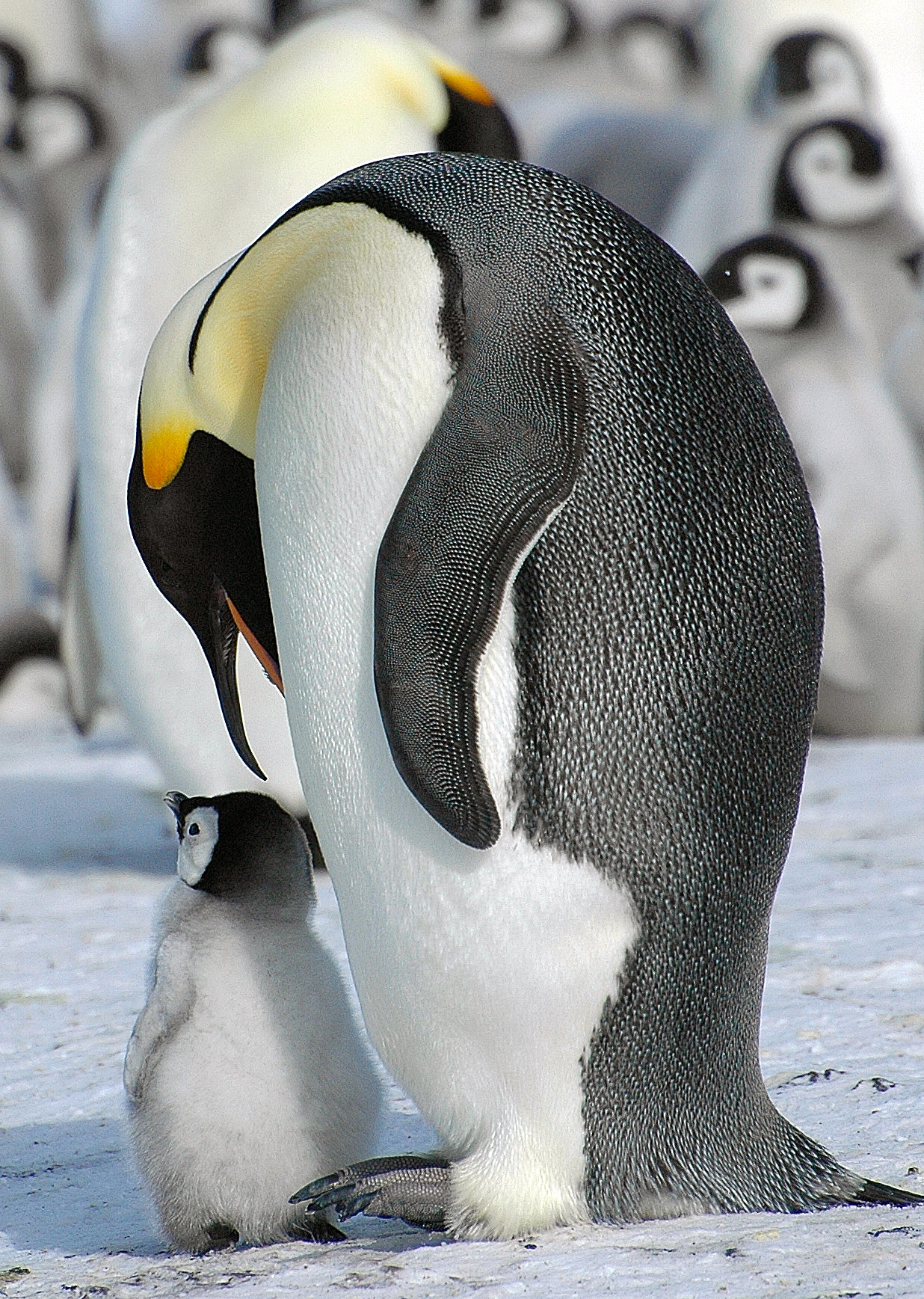
Pinguin imperial Aptenodytes forsteri
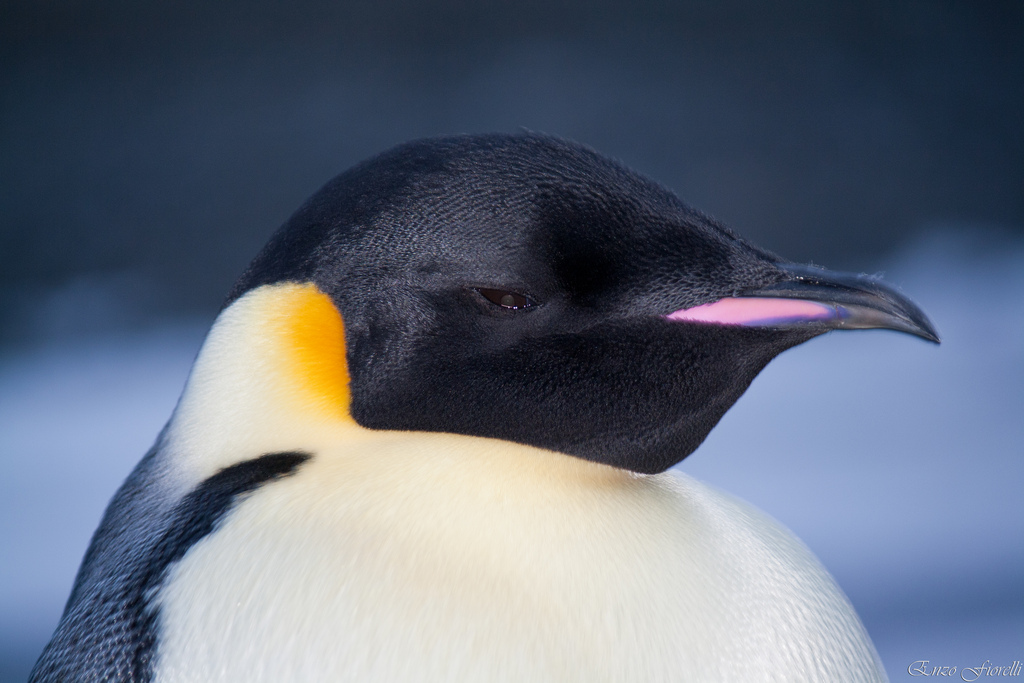
Cap de pinguin imperial Aptenodytes forsteri
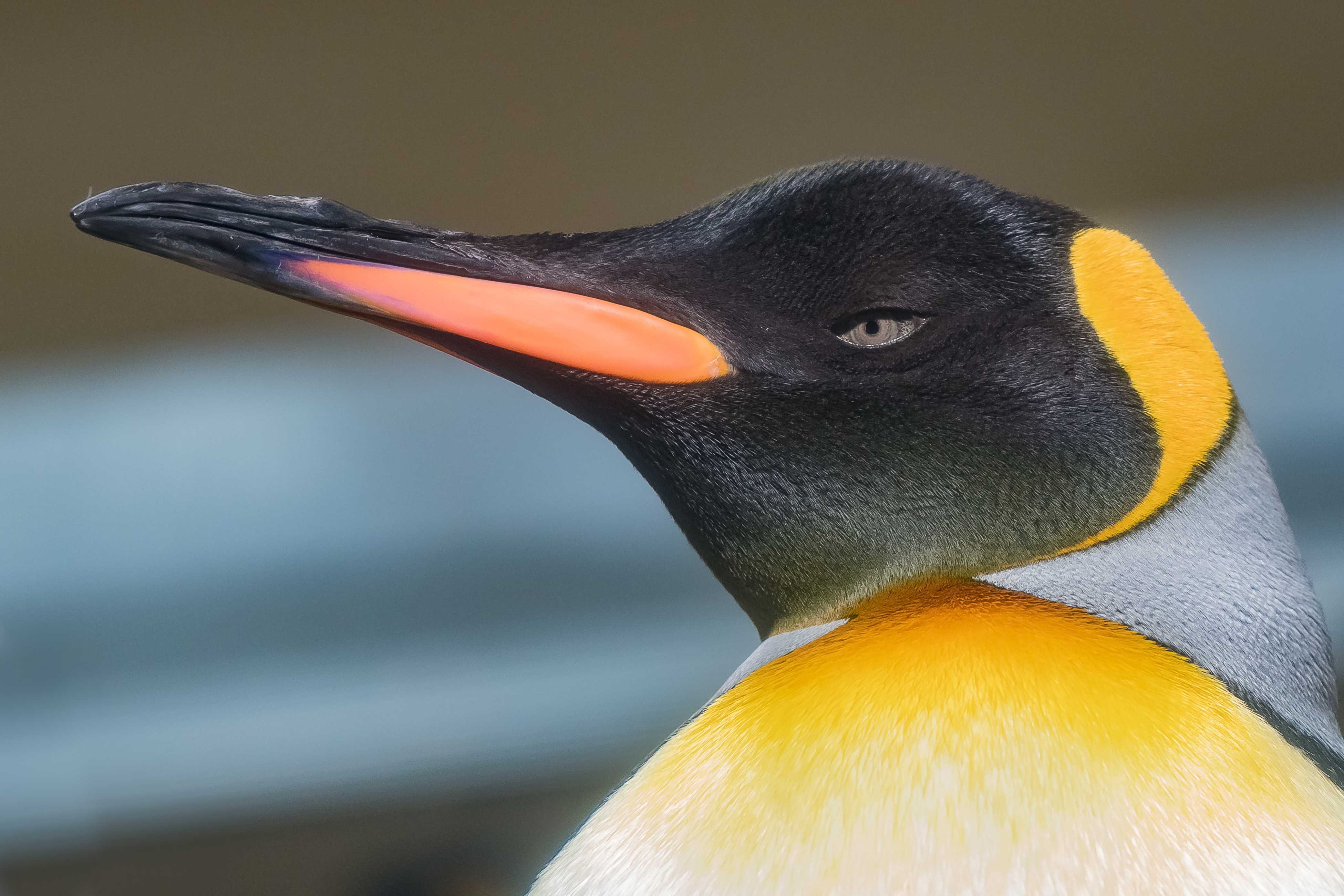
Cap de pinguin regal Aptenodytes patagonicus
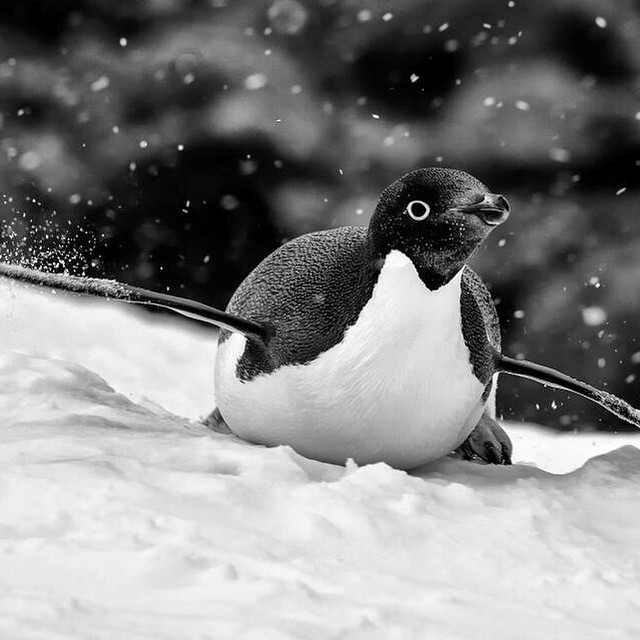
Pinguin Adélie Pygoscelis adeliae
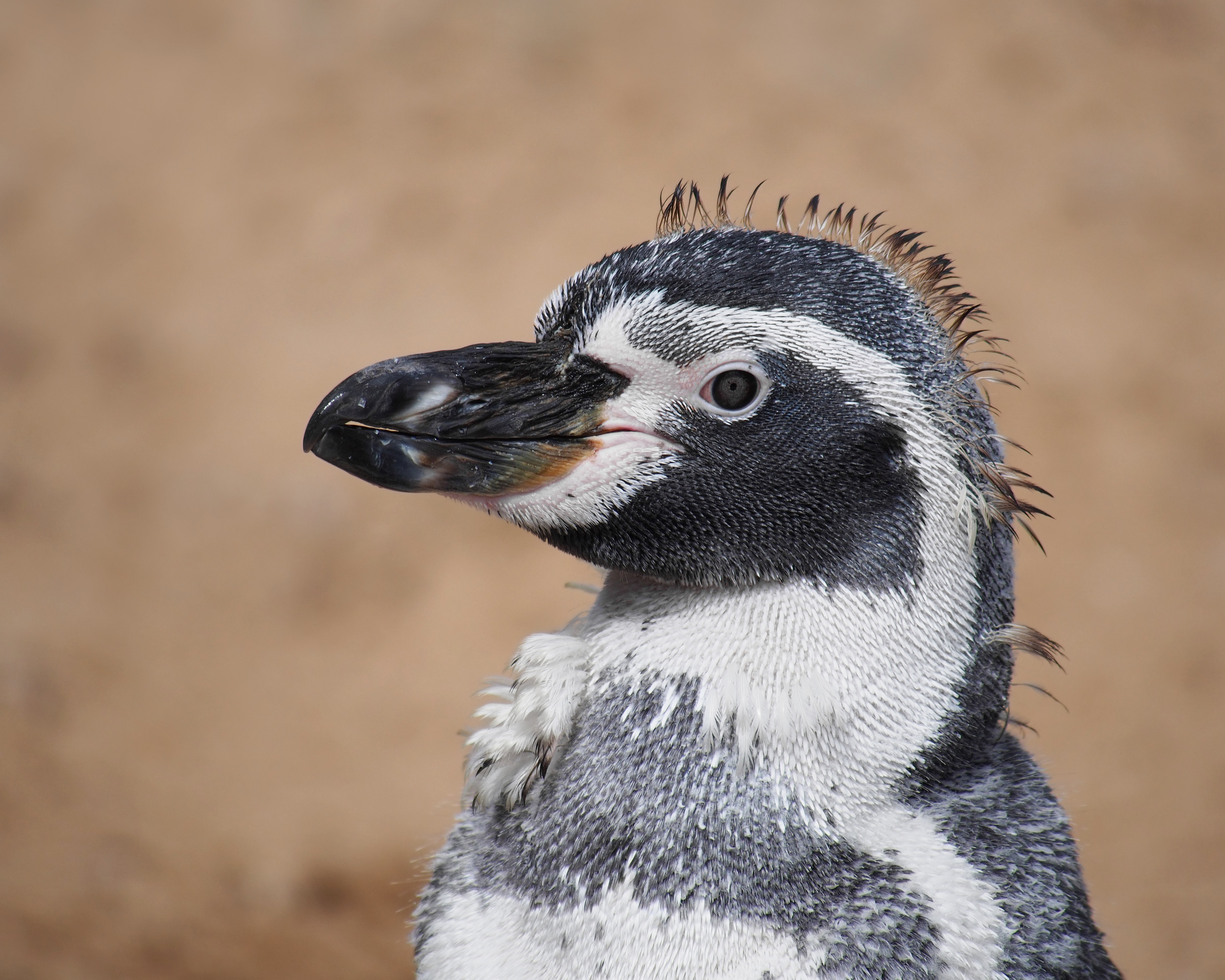
Pinguin Humboldt Spheniscus humboldti în timpul năpârlirii
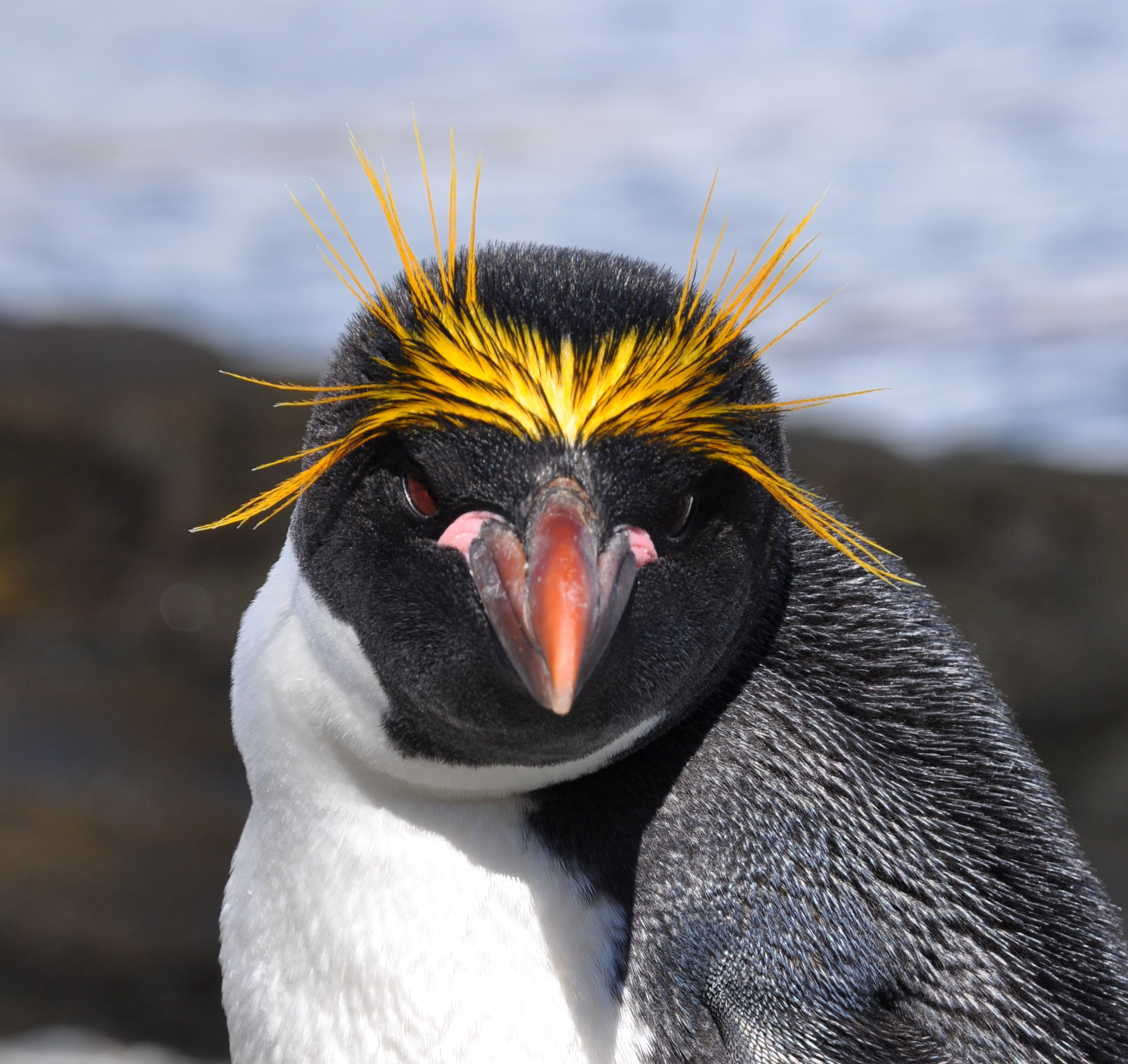
Pinguin macaroni Eudyptes chrysolophus
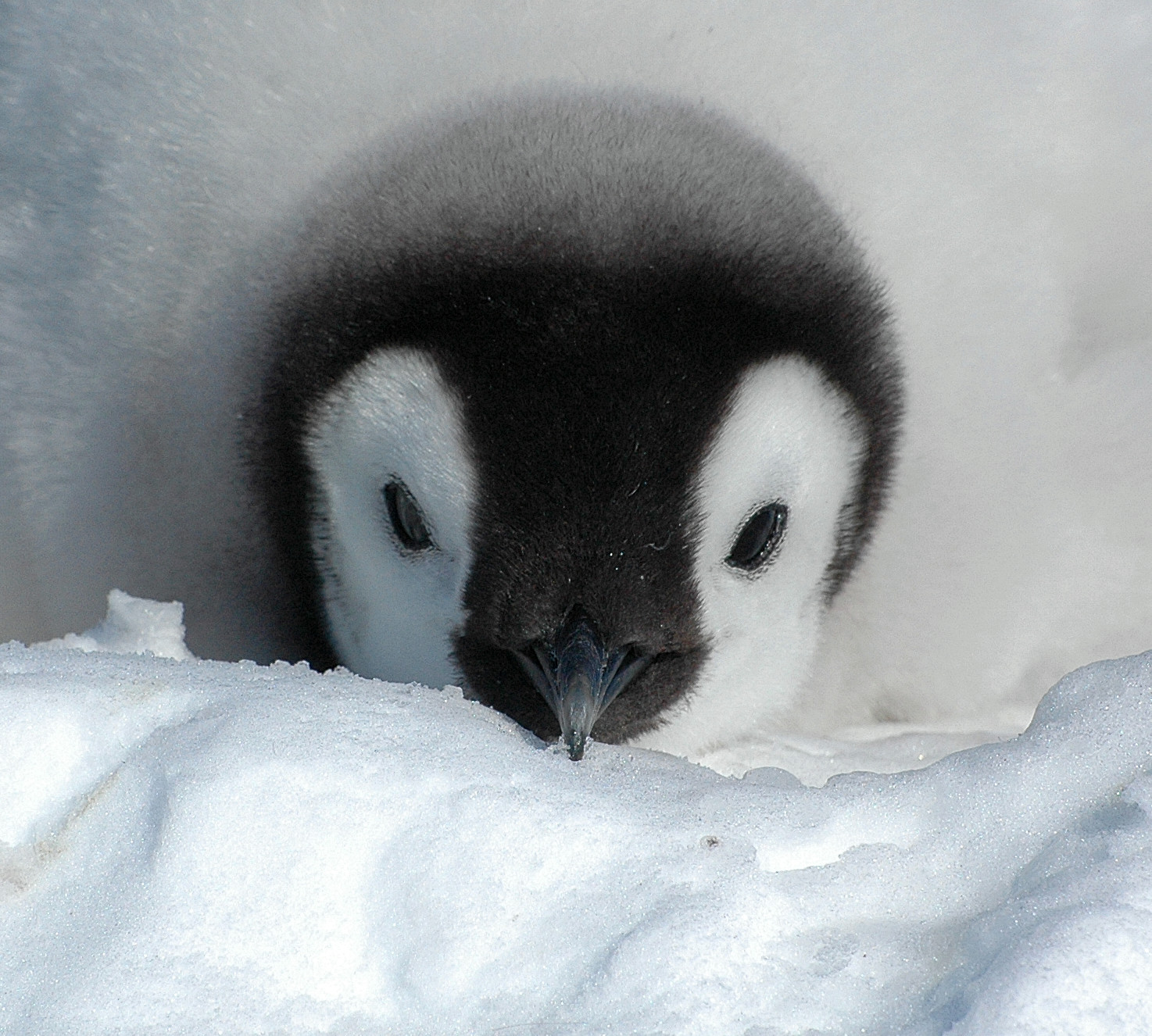
Pui de pinguin imperial
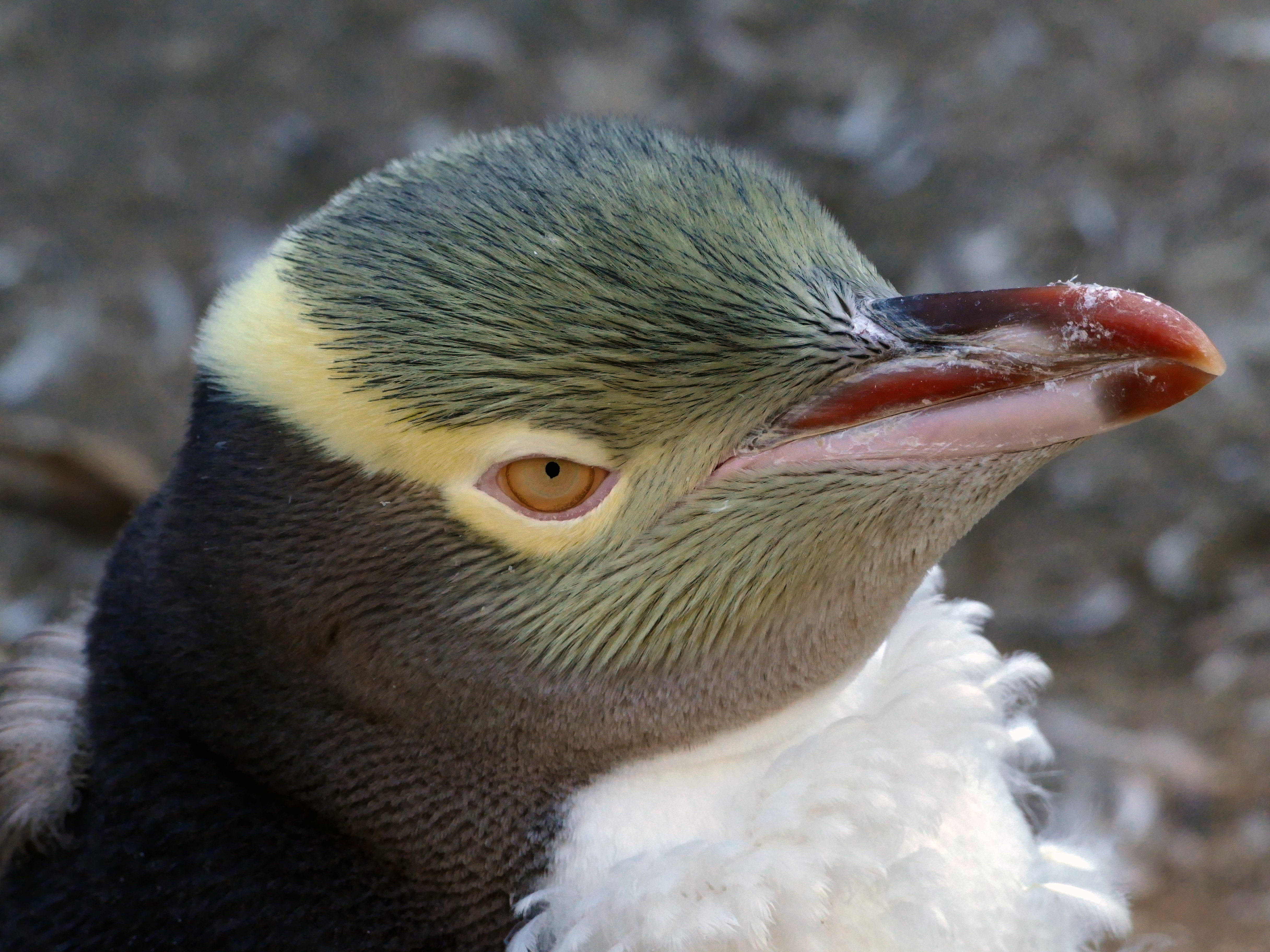
Pinguin cu ochi galbeni
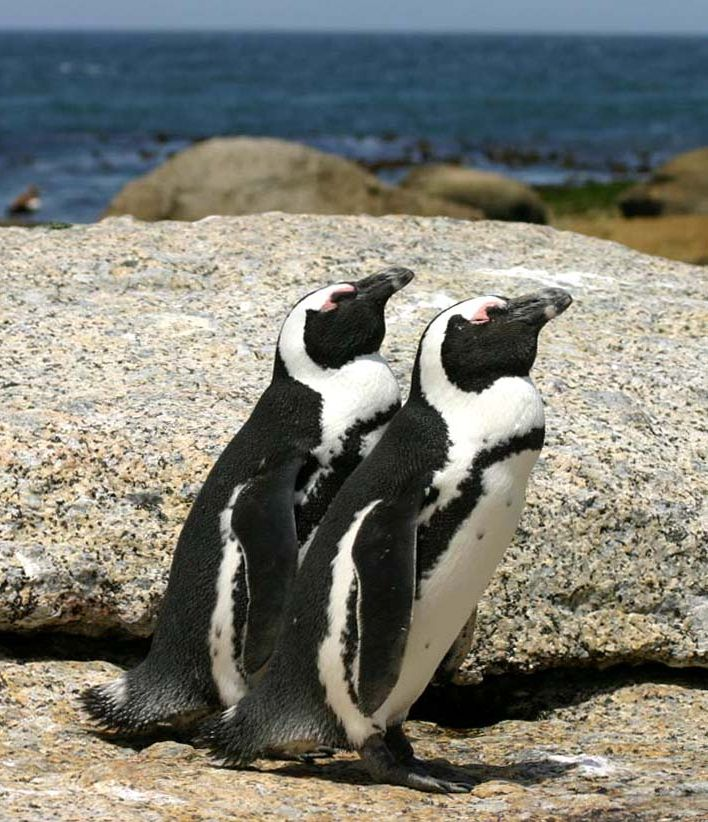
Pinguini africani Spheniscus demersus
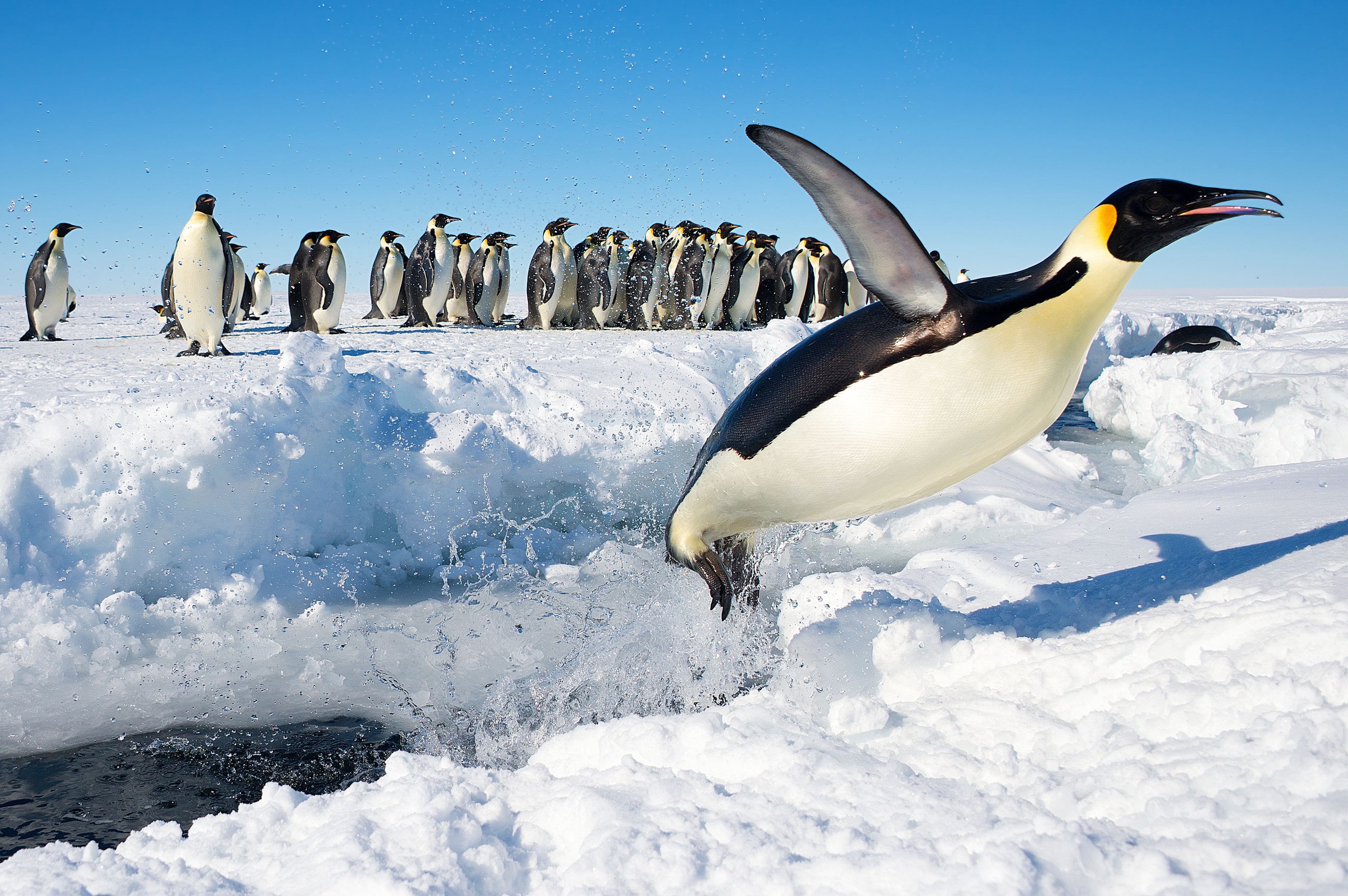
Pinguin imperial ieșind din apă
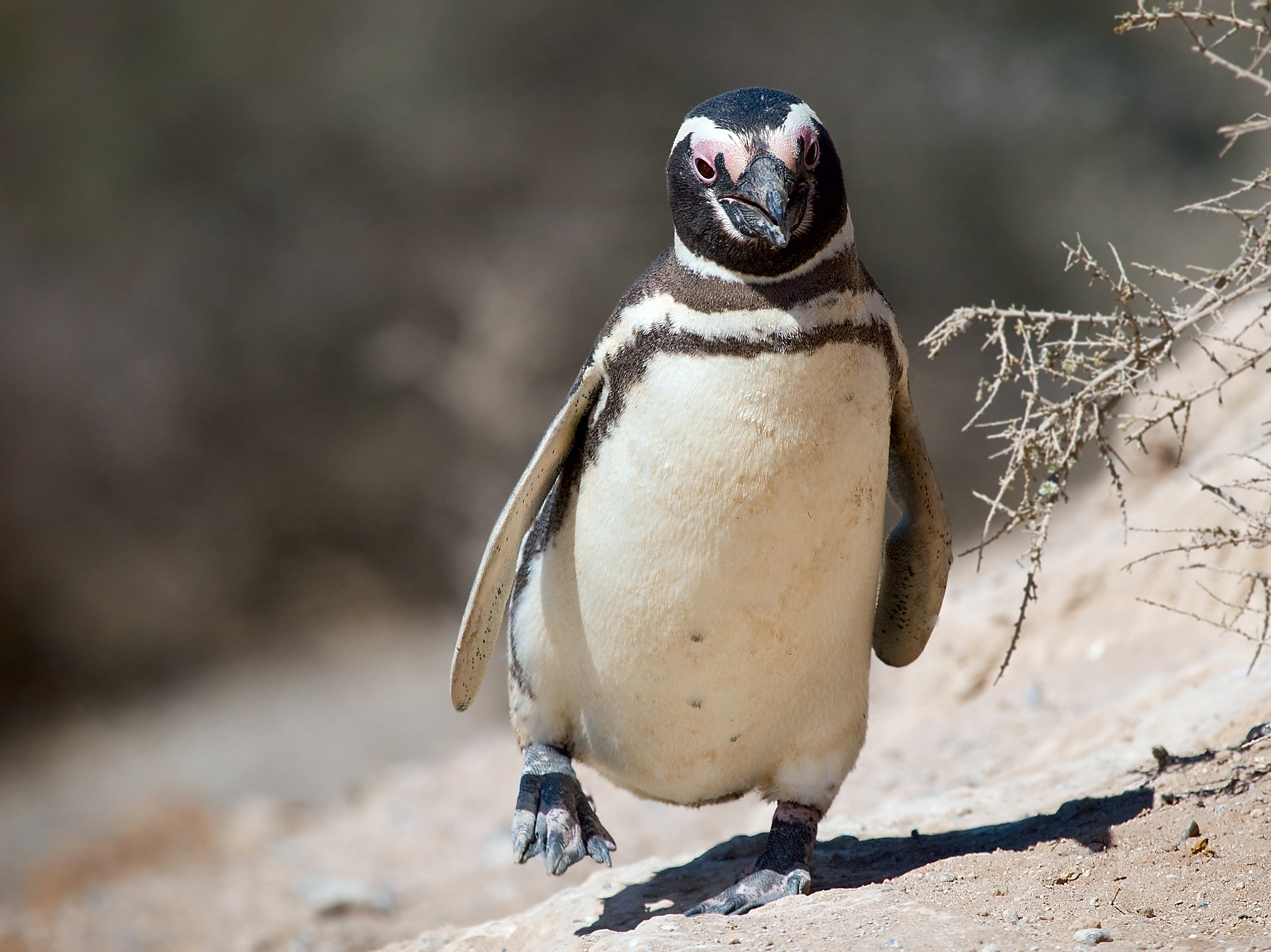
Pinguin Magellan Spheniscus magellanicus
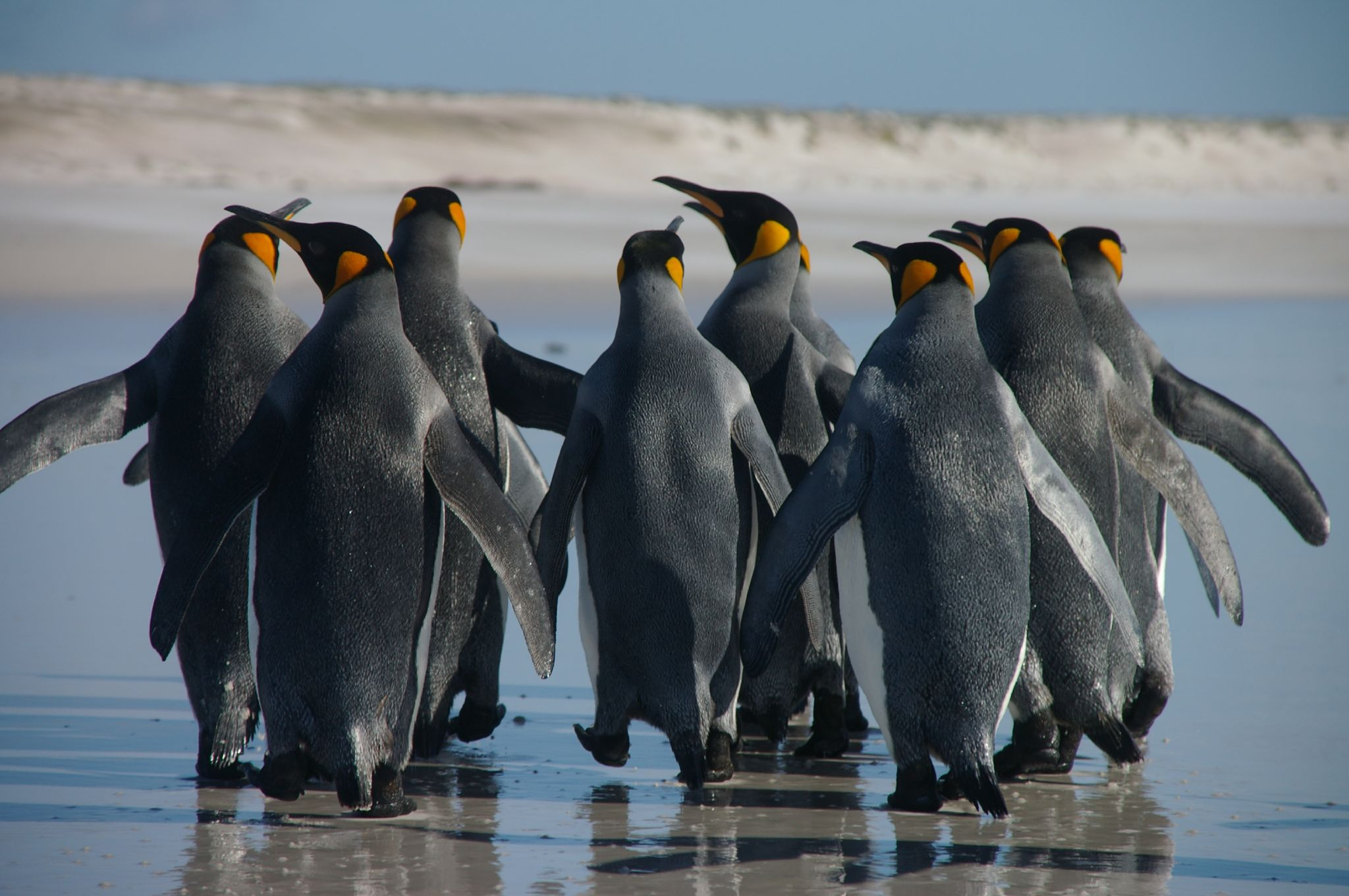
Grup de pinguini regali